# Selaginella alopecuroides
Selaginella alopecuroides är en mosslummerväxtart som beskrevs av Bak.. Selaginella alopecuroides ingår i släktet mosslumrar, och familjen mosslummerväxter.

## Underarter
Arten delas in i följande underarter:
- S. a. angustior
- S. a. latior